# BarCamp
Баркемп (англ. BarCamp) — международная сеть конференций, которая создаётся её участниками. Конференции открыты для всех, проходят в формате докладов, тренингов, презентаций, обсуждений. Весь материал предоставляется самими участниками. Часто главными темами таких мероприятий являются: новые медиа, социальные сети, блоги, Веб 2.0, стартапы, open-source и т. п.

## История
Название «Баркемп» произошло от мероприятия, которое организовывал Тим О’Рейли для своих друзей — Foobar. Первый баркемп прошёл в Пало Альто, Калифорния 19-21 августа 2005 года в офисе компании Socialtext. Он был организован менее чем за неделю, от концепции до мероприятия, которое посетило около 200 человек. С этого времени баркемпы прошли более чем в 350 городах по всему миру. Родоначальником в СНГ стал баркемп на Украине — Blogcamp (Блоґкемп), прошедший 13-14 августа 2007 года. В России первый баркемп прошёл 31 июля — 4 августа 2008 года в Подмосковье под названием iCamp.

## Баркемпы в Казахстане и Кыргызстане
В Казахстане первый баркемп прошел в 2009 году в Казахстанском институте менеджмента, экономики и прогнозирования и был центральноазиатским, после 2011 его проведение прекратилось. ZhasCamp — неформальная конференция для молодых и активных граждан Казахстана впервые прошла 9-10 октября 2010 года, с тех пор стала ежегодной. Youth Artcamp в Казахстане прошёл 28 мая 2011 года. В Кыргызстане первый баркемп прошёл в 2009 году. JashtarCamp, собрат казахстанского ZhasCamp, прошёл впервые 10 ноября 2009 года.

## Баркемпы в России
В 2012 году в Сыктывкаре состоялся первый баркемп, который организовали члены Коми правозащитной комиссии «Мемориал» и редакционного совета интернет-журнала «7x7» Леонид Зильберг, Павел Андреев и Игорь Сажин. В нём приняло участие более 200 человек: гражданские активисты, волонтеры, представители НКО, студенты. С 2012 года баркемп проходит в Сыктывкаре ежегодно. Число участников — около 400 человек. Лекции на баркемпе читали политологи Кирилл Рогов и Александр Кынев, социолог Алексей Левинсон, экономисты Наталья Зубаревич и Александр Рубцов, журналисты Николай Сванидзе и Григорий Шведов.
В 2016 году интернет-журнал «7x7» впервые провёл баркемп в Кирове.
В 2017 году интернет-журнал «7x7» провёл второй кировский баркемп. В прошедшей 15 июля встрече участвовали гражданские активисты, эксперты, блогеры и общественники из Кировской области, Коми, Перми, Москвы, Казани, Воронежа и Санкт-Петербурга. Они обсуждали проблемы доступа к открытым данным и инструменты, которыми могут пользоваться люди, чтобы защитить свои права. На баркемпе выступили: директор по стратегическому развитию Московской Хельсинкской Группы, эксперт Совета Европы, член Экспертного совета при Уполномоченном по правам человека Российской Федерации Андрей Юров, член Команды 29 Дарьяна Грязнова рассказала, как юристы защищают в судах право на доступ к информации, редактор Команды 29 Ольга Дмитриевская рассказала о сервисе «РосОтвет» и других инструментах общения активистов и граждан с государством, эксперт проекта «Инфометр» Александр Штыров проанализровал ситуацию с открытостью органов власти в интернете.
В 2018 году интернет-журнал «7x7» провёл третий кировский баркемп. Во встрече 16 и 17 июня на базе Порошино приняли участие около 300 человек: блогеры, общественники, эксперты в различных областях и жители области. Темой баркемпа стала digital-миграция: участники обсуждали, как технологии меняют общество, компании и НКО. Юрист проекта «Роскомсвобода» Саркис Дарбинян рассказал о защите прав человека на анонимность и шифрование, сотрудник общественной организации «Ночлежка» Влада Гасникова — о том, как собирать деньги на добрые дела, журналист издания «Такие дела» фонда «Нужна помощь» Владимир Шведов — о взаимодействии журналистов и некоммерческих организаций, создатель благотворительной блокчейн-платформы Михаил Палей — об использовании технологий в благотворительности. Генеральным партнером баркемпа стал проект «Агентства социальной информации» «Теплица социальных технологий».
Начиная с 2019 года, баркемпы «7x7» превратились в движение, охватывающее несколько городов: аналогичные мероприятия, имеющие сквозную повестку (в 2019 году речь шла о доверии, как общественном институте) прошли в 5 городах. К Сыктывкару и Кирову добавились Ярославль, Йошкар-Ола и Петрозаводск

## Организация
Одной из главных особенностей баркемпов по всему миру является то, что, несмотря на наличие инициативной группы, большинство работы по организации мероприятия берут на себя сами участники. Обычно для организации используется онлайн-ресурс, на котором используется вики или что-то наподобие социальной сети для обсуждения всех вопросов — от общих вопросов до программы мероприятия и т. п.